# Rivière Koksoak
Der Rivière Koksoak ist der größte Strom in der Nunavik-Region, im Norden der kanadischen Provinz Québec.

## Flusslauf
Der Rivière Koksoak entsteht durch den Zusammenfluss der beiden Flüsse Rivière aux Mélèzes von Westen kommend und dem Rivière Caniapiscau aus dem Süden. Der Koksoak fließt etwa 80 km in ostnordöstlicher Richtung zur Ungava-Bucht. Dabei strömt der Fluss an der Siedlung Kuujjuaq vorbei, von wo aus der Fluss etwa 50 km nach Norden bis zu seiner Mündung weiterfließt. Der Rivière Koksoak ist 128 km lang. Die Gesamtlänge des Rivière Koksoak und seinem Quellfluss Rivière Caniapiscau (gemessen ab dem Caniapiscau-Stausee) beträgt 590 km. Sein Einzugsgebiet umfasst eine Fläche von 133.400 km².
Seit 1985 wird das Wasser des Oberlaufs des Rivière Canaipiscau, des heutigen Rivière René-Lévesque, zu einem Großteil für das Baie-James-Wasserkraftprojekt umgeleitet. 45 % der Wassermenge fließt nun vom Caniapiscau-Stausee weiter über den Rivière Laforge und den La Grande Rivière nach Westen.

## Geschichte
Es wird angenommen, dass der Name "Koksoak" von Missionaren der Herrnhuter Brüdergemeine stammt, welche das Gebiet zu Beginn der britischen Herrschaft bereisten und das Inuktitut-Wort "Kuujjuaq" für „großer Fluss“ übernahmen.
Im 19. Jahrhundert wurde der Fluss auch „Großer“ oder „Südlicher Fluss“ genannt, abgeleitet von der „Südlichen Bucht“, wie damals die Ungava Bay hieß.
1916 wurde der Name "Koksoak" offiziell für den Fluss übernommen.